# Kommissar für Verwaltung
Der Kommissar für Verwaltung ist ein Mitglied in der Europäischen Kommission. Er ist für die Personalverwaltung der rund 25.000 Mitarbeiter umfassenden Behörde verantwortlich. Das Amt existiert in unterschiedlichen Zuschnitten seit 1981; ab 1999 war der Kommissar für Verwaltung einer der Vizepräsidenten der Kommission. 2004–2010 umfasste das Ressort auch Audit und Betrugsbekämpfung. In der Kommission Barroso II, die im Februar 2010 ihr Amt antrat, fällt das Verwaltungsressort in die Verantwortung des Kommissars für institutionelle Beziehungen, während Audit und Betrugsbekämpfung in das Ressort Steuern und Zollunion verlagert werden.

## Bisherige Amtsinhaber
| Kommissar                            | Amtszeit  | Staat                  | nationale Partei           | europäische Partei                       | Zuständigkeiten                                                  |
| ------------------------------------ | --------- | ---------------------- | -------------------------- | ---------------------------------------- | ---------------------------------------------------------------- |
| Piotr Serafin                        | seit 2024 | Polen                  | PO                         | EVP                                      | Haushalt und Verwaltung                                          |
| Johannes Hahn                        | 2019–2024 | Österreich             | ÖVP                        | EVP                                      | Haushalt und Verwaltung                                          |
| Maroš Šefčovič                       | 2010–2019 | Slowakei               | SMER nahestehend           | SPE nahestehend                          | Vizepräsident, Institutionelle Beziehungen und Verwaltung        |
| Siim Kallas                          | 2004–2010 | Estland                | ERP                        | ELDR                                     | Vizepräsident, Verwaltung, Audit und Betrugsbekämpfung           |
| Neil Kinnock                         | 1999–2004 | Vereinigtes Königreich | Labour                     | SPE                                      | Vizepräsident, Verwaltung                                        |
| Erkki Liikanen                       | 1995–1999 | Finnland               | SDP                        | SPE                                      | Haushalt, Personal und Verwaltung                                |
| Karel Van Miert                      | 1993–1995 | Belgien                | SP                         | SPE                                      | Wettbewerb, Personal, Verwaltung, Übersetzung, Datenverarbeitung |
| António Cardoso e Cunha              | 1989–1993 | Portugal               | PSD                        | EVP                                      | Energie, Euratom, kleine Unternehmen, Personal und Übersetzung   |
| Henning Christophersen               | 1985–1989 | Dänemark               | Venstre                    | ELDR                                     | Personal und Verwaltung, finanzielle Kontrolle, Haushalt         |
| Michael O’Kennedy, Richard Burke (*) | 1981–1985 | Irland                 | FF (O’Kennedy), FG (Burke) | nationalliberal (O’Kennedy), EVP (Burke) | Personal und Verwaltung, Statistisches Amt                       |

(*) Während der Kommission Thorn (1981–85) waren beide irischen Kommissare für Verwaltungsfragen zuständig.